# Hoegaarden (pivovar)
Hoegaarden je belgický pivovar založený v roce 1966 Pierrem Celisem v Hoegaardenu, vyrábějící pšeničné pivo. Po požáru v roce 1988 byl prodán pivovaru InBev, sídlícímu nedaleko Leuvenu. Pierre Celis se odstěhoval do Spojených států, kde v Austinu založil pivovar Celis.

## Pivo
Obec Hoegaarden byla známá svým pšeničným pivem už od středověku, v roce 1955 ale poslední místní pivovar zavřel, a tak se o deset let později mlékař Celis rozhodl obnovit tradici a založil ve svém domě v podkroví vlastní pivovar.
Celis užíval tradiční přísady, vodu, kvasnice, pšenici, chmel, koriandr a pomerančovou kůru z Curaçaa. Kvůli rostoucí výrobě Celis v roce 1980 koupil místní továrnu na nealkoholické nápoje, kterou předělal na pivovar.
V roce 2005 bylo rozhodnuto, že se výroba přesune do většího pivovaru firmy InBev v Jupille. Přesun se však nikdy neuskutečnil, jednak kvůli nespokojenosti místních obyvatel ze ztráty tradiční značky a největšího zaměstnavatele a jednak z obavy nad změnou kvality piva.

## Tradice
První Hoegaarden dne se má podle tradice pít „ne na víc než tři doušky“. Není důležité, kolik piva se vypije v prvních dvou doušcích, jen když se třetím dopije.

## Česko
Do Česka přiváží značku Hoegaarden Witbier Pivovary Staropramen. V roce 2017 k němu přibyla i verze Rosée ve 20 litrových sudech a speciální šampusové lahvi o objemu 0,7 litru.